# Quintus Sulpicius Longus
Quintus Sulpicius Longus entstammte dem römischen Patriziergeschlecht der Sulpicier und war 390 v. Chr. einer von insgesamt sechs Konsulartribunen. Nach der römischen Überlieferung wurde Rom während seiner Amtszeit durch die von Brennus angeführten Gallier erobert.

## Leben
Der vollständige Name des Quintus Sulpicius Longus wird nur an einer einzigen Stelle des Geschichtswerks des Titus Livius angeführt. Ansonsten wird sein Cognomen nur in einer auf die Fasti Capitolini zurückgehenden spätantiken Fastenliste und in allen übrigen Quellen nur sein Vor- und Gentilname erwähnt. Nach einer vagen Vermutung des Althistorikers Friedrich Münzer könnte Sulpicius der Sohn von Quintus Sulpicius Camerinus Praetextatus, des Konsuls oder Konsulartribunen von 434 v. Chr., gewesen sein.
Als die Gallier unter Brennus (390 oder vielleicht eher 387 v. Chr.) auf Rom vorrückten, soll Sulpicius laut alter priesterlicher, von den Annalisten Gnaeus Gellius und Lucius Cassius Hemina wiedergegebener Tradition vor der Niederlage der Römer in der Schlacht an der Allia ein Kriegsopfer vollzogen haben und dies der Anlass zur Einführung der Unglückstage bezeichnenden dies postriduani gewesen sein.
In der römischen Überlieferung wird weiterhin ausgeführt, dass Sulpicius in der Folge der Kommandant der Burg auf dem Kapitol während der gallischen Belagerung gewesen sei und mit Brennus über den Preis für den Abzug der Gallier verhandelt habe.
Vermutlich war der dreifache Konsul Gaius Sulpicius Longus ein Enkel des hier behandelten Quintus Sulpicius Longus.